# 弗雷基耶讷
弗雷基耶讷（法語：Fresquiennes，法語發音：[fʁɛkjɛn]）是法国滨海塞纳省的一个市镇，属于鲁昂区。

## 地理
弗雷基耶讷（49°33'49"N, 1°0'17"E）面积13.45 平方千米，位于法国诺曼底大区滨海塞纳省，该省份为法国北部沿海省份，其西部及北部濒大西洋英吉利海峡，东起顺时针与索姆省、瓦兹省、厄尔省和卡爾瓦多斯省接壤。
与弗雷基耶讷接壤的市镇（或旧市镇、城区）包括：昂索姆维尔、巴朗坦、蒙维尔、帕维伊、皮西-波维尔。

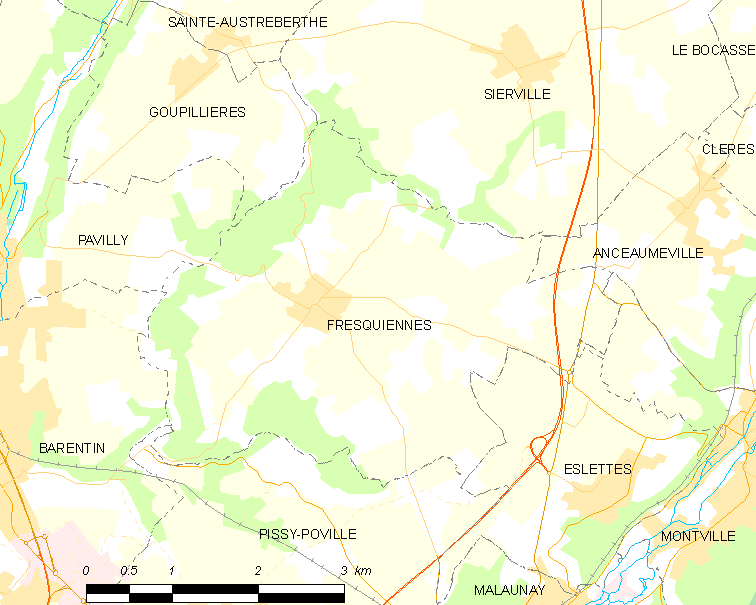
弗雷基耶讷的OSM定位图

弗雷基耶讷的时区为UTC+01:00、UTC+02:00（夏令时）。

## 行政
弗雷基耶讷的邮政编码为76570，INSEE市镇编码为76287。

## 政治
弗雷基耶讷所属的省级选区为邦德维尔圣母镇县。

## 人口

1962-2008年间弗雷基耶讷人口变化图示

弗雷基耶讷于2022年1月1日时的人口数量为1079人。